# Valerij Vasiljev
Valerij Ivanovitj Vasiljev, ryska: Валерий Иванович Васильев, född 3 augusti 1949 i Volsjovo nära Tjudovo, Novgorod oblast, död 19 april 2012, var en rysk (sovjetisk) ishockeyspelare. Vasiljev spelade i det sovjetiska landslaget i 13 år.
Vasiljevs karriär startade i klubben Torpedo Gorkij innan han upptäcktes av talangscouter från Dynamo Moskva. Han fördes till Moskva och spelade för Dynamo i den sovjetiska ligan fram till och med 1984. 1970 blev han landslagsman i det sovjetiska ishockeylandslaget och spelade där fram till 1982, delvis som lagkapten. 
Med det sovjetiska landslaget i deltog han i tre OS och vann två guld, 1972 och 1976, och ett silver 1980. VM vann han totalt nio gånger: 1970, 1973, 1974, 1975, 1978, 1979, 1980, 1981 och 1982. 
Vasiljev valdes till bäste försvarare i VM tre gånger: 1973, 1977 och 1979. Han ingick i VM:s All-Star-lag fyra gånger: 1975, 1977, 1979 och 1981.
Som klubbspelare var han långt mindre framgångsrikt, han blev aldrig sovjetisk mästare med Dynamo Moskva, mycket beroende på att CSKA Moskva vid den tiden dominerade ligan och vid de få tillfällen CSKA inte vann var det i stället Spartak Moskva som vann. Däremot vann han med Dynamo Moskva cupen två gånger 1972 och 1976. 1998 blev han invald i IIHF Hall of Fame.
1978 blev han tilldelad Arbetets röda band.